# Beilschmiedia brachystachys
Beilschmiedia brachystachys är en lagerväxtart som först beskrevs av Elmer Drew Merrill, och fick sitt nu gällande namn av André Joseph Guillaume Henri Kostermans. Beilschmiedia brachystachys ingår i släktet Beilschmiedia och familjen lagerväxter. Inga underarter finns listade i Catalogue of Life.